# 1665 Gaby
1665 Gaby је астероид главног астероидног појаса чија средња удаљеност од Сунца износи 2,412 астрономских јединица (АЈ).
Апсолутна магнитуда астероида је 11,85.